# Aedes flavimargo
Aedes flavimargo är en tvåvingeart som beskrevs av Edwards 1941. Aedes flavimargo ingår i släktet Aedes och familjen stickmyggor.
Artens utbredningsområde är Kenya. Inga underarter finns listade i Catalogue of Life.